# 루이스 카레로 블랑코

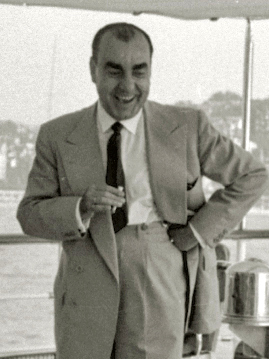
루이스 카레로 블랑코

루이스 카레로 블랑코(Luis Carrero Blanco, 1904년 3월 4일 ~ 1973년 12월 20일)는 스페인의 군인, 정치인이다. 최종 계급은 해군 원수.
스페인 해군의 최고사령관이자 프란시스코 프랑코의 친구였으며, 1973년 프랑코의 후계자로 총리에 취임했지만, 불과 반년 후에 바스크 조국과 자유(ETA) 단원에 의안 차량 폭파 테러로 암살되었다.